# Diano d’Alba
Diano d’Alba ist eine Gemeinde in der italienischen Provinz Cuneo (CN), Region Piemont.

## Lage und Einwohner
Diano d’Alba liegt 62 km nordöstlich von der Provinzhauptstadt Cuneo entfernt in der Langhe. Das Gemeindegebiet umfasst eine Fläche von 17 km² und hat 3562 Einwohner (Stand 31. Dezember 2023). Zu den Ortsteilen (Frazioni) gehören Ricca und Valle Talloria.
Die Nachbargemeinden sind Alba, Benevello, Grinzane Cavour, Montelupo Albese, Rodello und Serralunga d’Alba.

## Geschichte

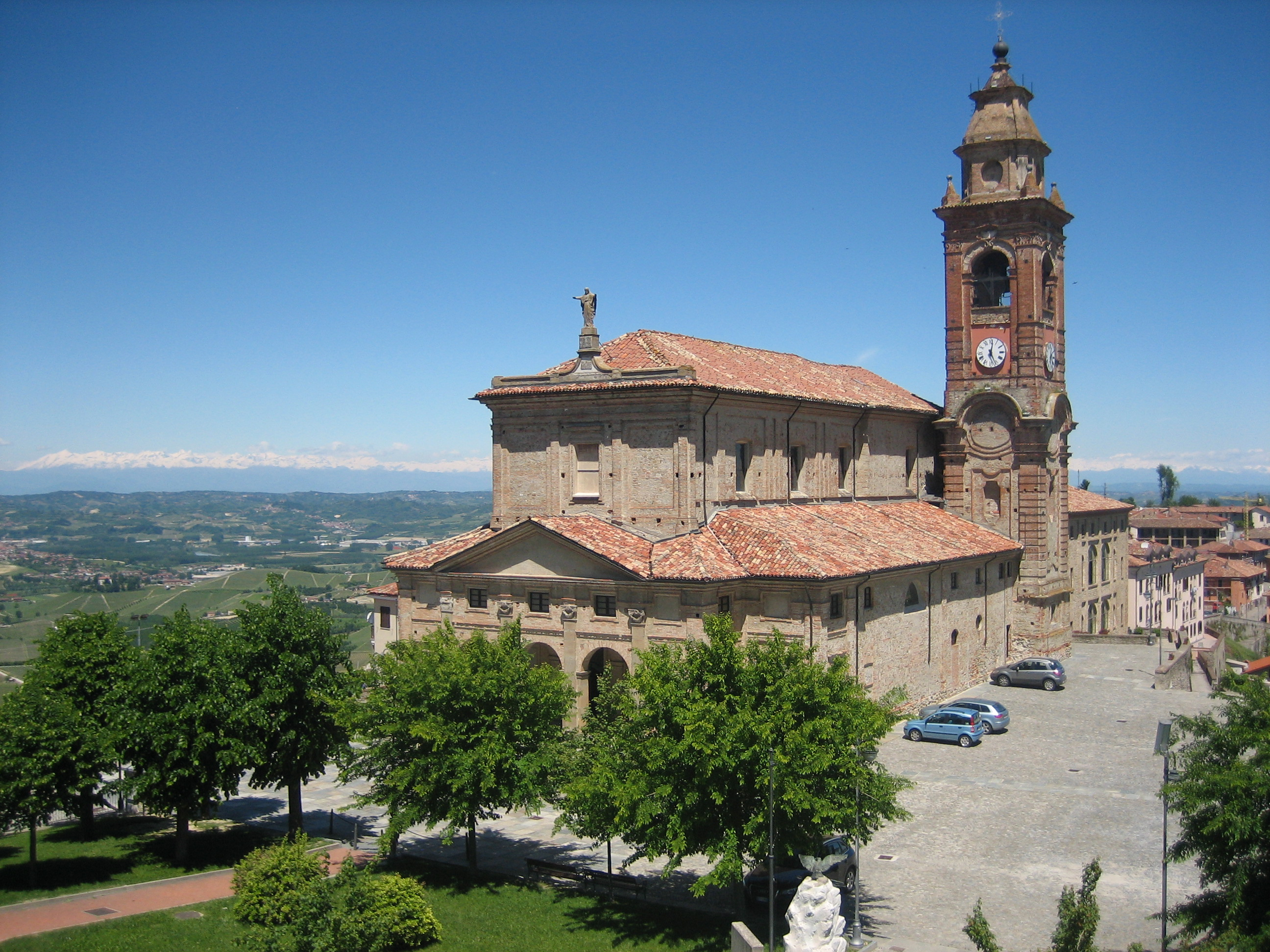
Pfarrkirche San Giovanni Battista, erbaut 1763

Vermutlich in römischer Zeit entstanden, scheint es auch in der Zeit des Niedergangs des Weströmischen Reiches und im frühen Mittelalter eine gewisse Bedeutung behalten zu haben. So wurde das „comitatus dianensis“ gegründet, das das gesamte zuvor Alba unterworfene Gebiet umfasste. Der Ortsname, der eindeutig lateinischen Ursprungs ist, leitet sich möglicherweise vom Adjektiv DIANUS ab, was „nach Süden ausgerichtet“ bedeutet. Es mangelt jedoch nicht an denen, die es aufgrund der weiten Verbreitung des Kults dieser Göttin im Piemont mit dem Begriff DIANIUM, „der Diana geweihtes Holz“, oder mit dem edlen HEDIUS (von dem HEDIANUS) bezeichnen. DIDIUS oder ADIANUS, von ATILIANUS, abgeleitet von einmal von ATILIUS, ATILIA. 
Nach den Ereignissen von Alba geriet es im 13. Jahrhundert unter die Herrschaft der Anjou und war an deren Ende in die Kämpfe um die Kontrolle über das Gebiet verwickelt, die zwischen den Acaia, den Markgrafen von Monferrato, den Visconti und den Savoyen ausbrachen. Nach der napoleonischen Zeit ging es an diese über und kehrte in deren Besitz zurück. Anschließend nahm es an den Risorgimento-Aufständen und den darauffolgenden nationalen und internationalen Ereignissen teil. Aus historisch-architektonischer Sicht ist die Kirche San Giovanni Battista interessant, die zwischen 1763 und 1770 erbaut wurde.

## Gemeindepartnerschaft
- Diano Marina, seit 2007
- Néoules, seit 2007
- Dolegna del Collio, seit 2007

## Weinbau in Diano d’Alba
Die Gemeinde gibt dem Weinbaugebiet Dolcetto di Diano d’Alba seinen Namen.